# Charles Durning
Charles Durning (født 28. februar 1923, død 24. december 2012) var en amerikansk teater- og filmskuespiller. Durnings skuespillerkarriere kom relativt sent i gang, men efter at have spillet med i primært en række tv-serier fik Durning rollen som Lt. Snyder i filmen Sidste stik (The Sting) i 1973, som høstede stor anerkendelse. Han havde endvidere bl.a. medvirket i En skæv eftermiddag (Dog Day Afternoon) og O Brother, Where Art Thou?.
Charles Durning deltog som soldat i 2. verdenskrig blandt andet ved D-Dag. Han fik 3 Purple Hearts og en Silver Star. Efter krigen havde Durning en kort karriere som professionel bokser.